# Área metropolitana de Sioux Falls
El Área Estadística Metropolitana de Sioux Falls, SD MSA, como la denomina oficialmente la Oficina de Administración y Presupuesto, es un Área Estadística Metropolitana centrada en la ciudad de Sioux Falls, en el estado estadounidense de Dakota del Sur. Tiene una población de 228.261 habitantes según el Censo de 2010, convirtiéndola en la 193.º área metropolitana más poblada de los Estados Unidos.

## Composición
Los 4 condados que componen el área metropolitana y su población según los resultados del censo 2010:
- Lincoln– 44.828 habitantes
- McCook– 5.618 habitantes
- Minnehaha– 169.468 habitantes
- Turner– 8.347 habitantes

## Principales comunidades del área metropolitana
Ciudad principal o núcleo
- Sioux Falls

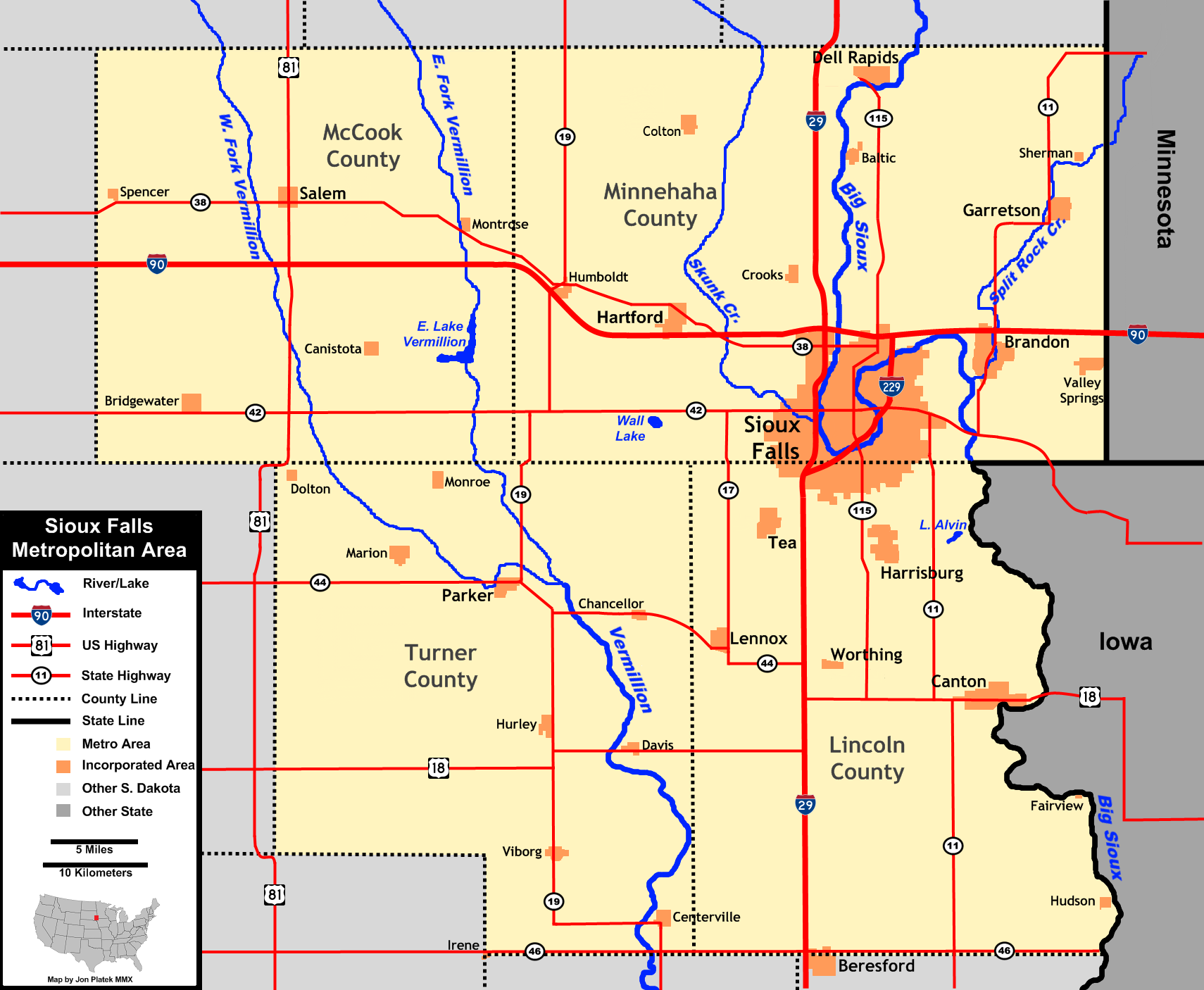
Mapa del área metropolitana de Sioux Falls.

Comunidades con 1.000 a 10.000 habitantes
- Beresford
- Brandon
- Canton
- Crooks
- Dell Rapids
- Garretson
- Harrisburg
- Hartford
- Lennox
- Parker
- Salem
- Tea
- Worthing

Comunidades con 500 a 1.000 habitantes
- Baltic
- Bridgewater
- Canistota
- Centerville
- Colton
- Humboldt
- Marion
- Valley Springs
- Viborg

Comunidades con menos de 500 habitantes
- Chancellor
- Davis
- Dolton
- Fairview
- Hudson
- Hurley
- Irene
- Monroe
- Montrose
- Sherman
- Spencer